# Franz Koch
Franz Koch, född 21 mars 1888 i Attnang-Puchheim, död 26 december 1969 i Linz, var en österrikisk litteraturhistoriker.
Efter några år som docent och överbibliotekarie i Wien blev Koch 1935 professor i Berlin. I sin forskning studerade han med förkärlek sambandet mellan filosofi och poesi, bland annat Goethe und Plotin (1925), Schillers philosophische Schriften und Plotin (1926), Goethes Stellung zu Tod und Unsterblichkeit (1932) och Deutsche Kultur des Idealismus (1935). Han utgav dessutom Alb Lindner als Dramatiker (1914), Burgtheaterbriefe (1922), Gegenwarts-dischtung in österreich (1935), Geschichte deutscher Dichtung (1937, 3:e upplagan 1941), samt Geist und Leben (1939), en samling uppsatser och föredrag.